# Газонаповнені пластмаси
Газонапо́внені пластма́си — надлегкі пластичні матеріали, що одержуються на основі різних синтетичних полімерів. Нагадують структуру застиглої піни. 

## Властивості
Газонаповнені пластмаси характеризуються високою тепло-, звуко- і електроізоляційною здатністю. Хімічні і механічні властивості газонаповнених пластмас і їх теплостійкість значною мірою визначаються властивостями початкових полімерів, а ізоляційні характеристики-особливостями фізичної будови. Газонаповнені пластмаси можна одержати із усіх відомих в наш час[коли?] полімерів. 

## Види газонаполнених пластмас
Розрізняють газонаповнені пластмаси із замкнуто-комірчастою структурою (пінопласти) і відкрито-пористою структурою (поропласти), в яких елементарні комірки або пори з'єднуються між собою і з навколишнім середовищем. 

## Застосування
Газонаповнені пластмаси застосовують в авіабудуванні, в меблевій промисловості, при будівництві житлових будинків і ін.
Зокрема Поролон — м'який пружний поропласт на основі ППУ. Назва поролон походить від назви торгової марки «Поролон» в сучасних рятувальних жилетах використовують пінопласт або пінополістирол замість натуральної пробки.